# ヨーゼフ・ラデツキー

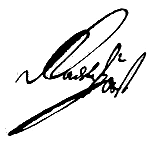
ラデツキーのサイン

ヨハン・ヨーゼフ・ヴェンツェル・フォン・ラデツキー伯爵（Johann Joseph Wenzel Graf Radetzky von Radetz, Jan Josef Václav (H)Radecký z (H)Radče, 1766年11月2日 ボヘミア西部・トレーブニッツ（現チェコ・トシェブニツェ Třebnice） - 1858年1月5日）は、オーストリアの貴族で軍人。ラデツキー（フラデツキー）家はハンガリー貴族の血を引く。

## 生涯
ボヘミア生まれ。ウィーンで学ぶ。
1785年にオーストリア軍に従軍。1788年以来、対トルコ戦争やナポレオン戦争など多くのオーストリアの戦争に参加し、1836年元帥、1849年から1857年までロンバルド＝ヴェネト王国の総督を務めた。
1849年3月23日のノヴァーラの戦いにおけるサルデーニャ王国軍への勝利によっても知られる。
ヨハン・シュトラウス1世が1848年に作曲した『ラデツキー行進曲』は、同年に北イタリアの独立運動の鎮圧に向かうラデツキー将軍を称えて作曲された。このように、ラデツキーはイタリアの独立運動に対しては苛烈な態度で臨み、1857年から58年にかけてエンリコ・タッツォーリら9人を処刑している、しかし民衆からはかえって反感を買うこととなり、彼らは「ベルフィオーレの殉教者」として独立運動の象徴となった。

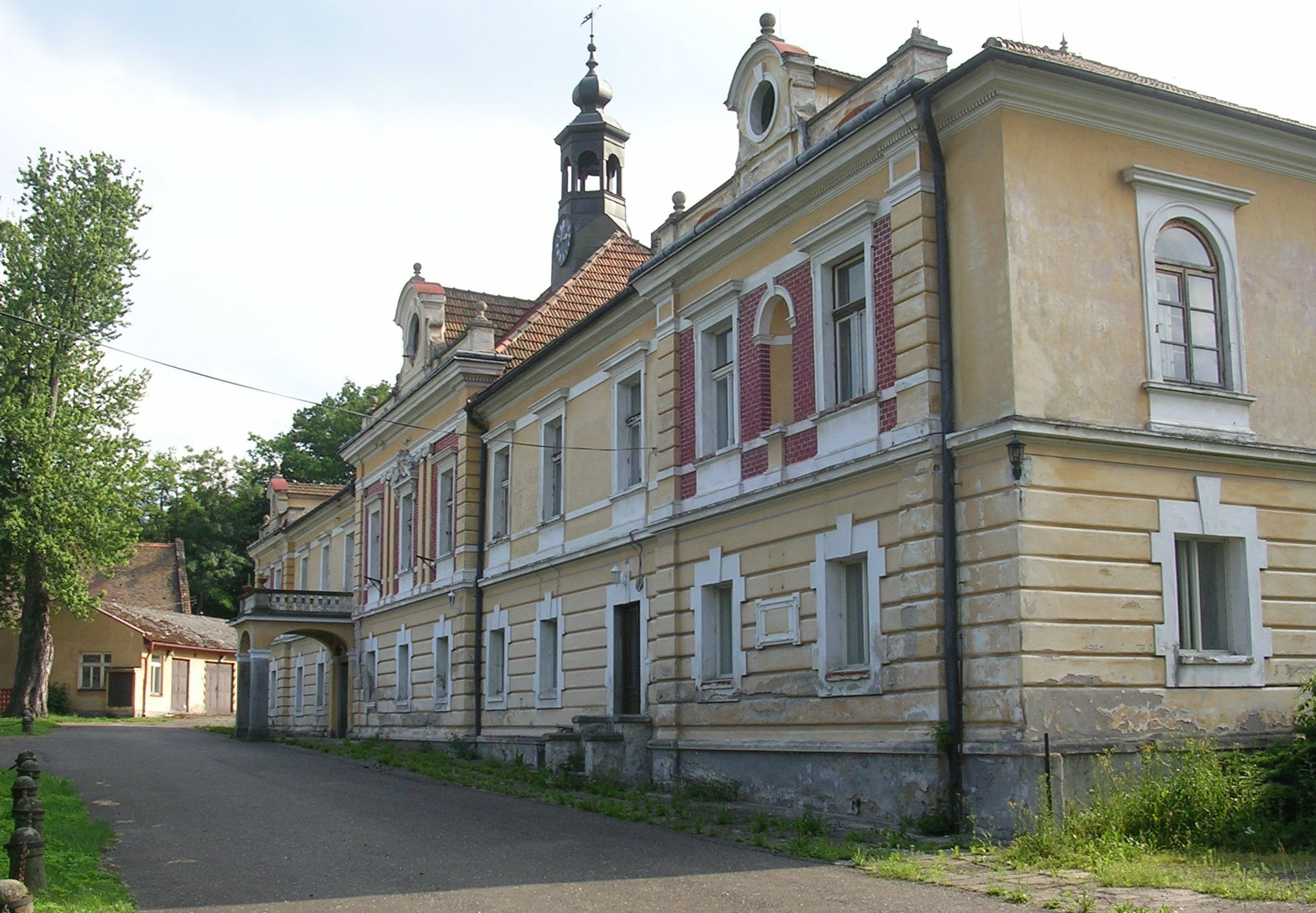
ラデツキーの自宅

なお、ラデツキーがミラノから持ち帰ったカツレツが、ヴィーナー・シュニッツェルになったともいわれる。

## 生い立ち
チェコ出身の高貴なボヘミアの軍人家族に生まれた。
ラデツキーは幼い頃に孤児となり祖父に育てられ、ウィーンのテレジア・アカデミーに通った。
アカデミーは1785年の滞在1年目に解散し、ラデツキーはオーストリア陸軍の士官候補生になった。
翌年彼は士官になり、1787年には胸甲騎兵連隊の中尉に昇進した。
1787年から1791年の墺土戦争の間、および1792年から1795年までのオーストリア領ネーデルラントで、フォン・ラシー伯爵とフォン・ラウドン陸軍元帥の両方の副官を務めた。
1798年、彼はカルニオラ州トルジチ（現スロベニア）出身のフランツィスカ・フォン・ストラッソルド・グラフェンベルク伯爵夫人と結婚した。
彼女の母親はオーストリアのアウエルスペルク家の子孫であり、現在のスロベニアに連なるハプスブルク公国の1つを統治していた。
彼らには5人の息子と3人の娘が居たが、そのうち2人だけが父親より長生きした。
ラデツキーはまた、彼のイタリア人の愛人、セスト・サン・ジョヴァンニのジュディッタ・メレガッリと長年の恋愛関係にあった。

彼女は彼より40歳年下で、4人の子供を産んでいたが、その全員が彼の名前を取り、ラデツキーに認められた。

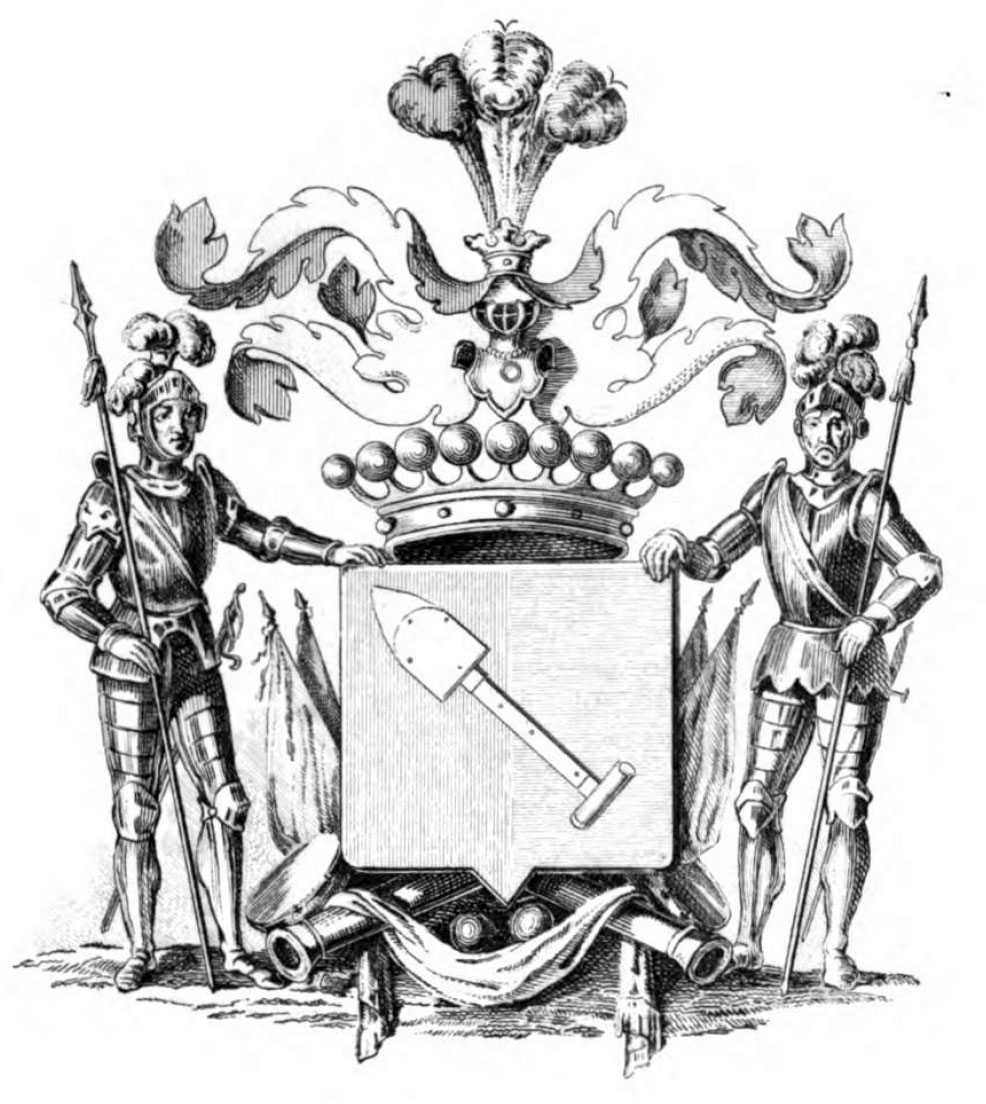
ラデツキーの紋章

## ナポレオン戦争

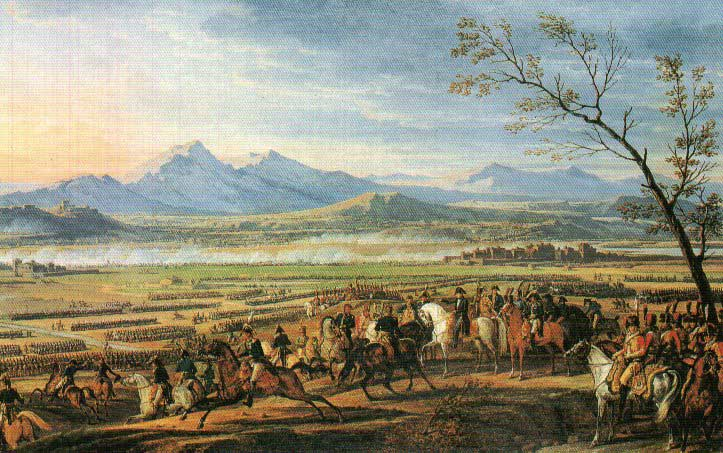
ワグラムの戦い

1795年、ライン川で戦った。

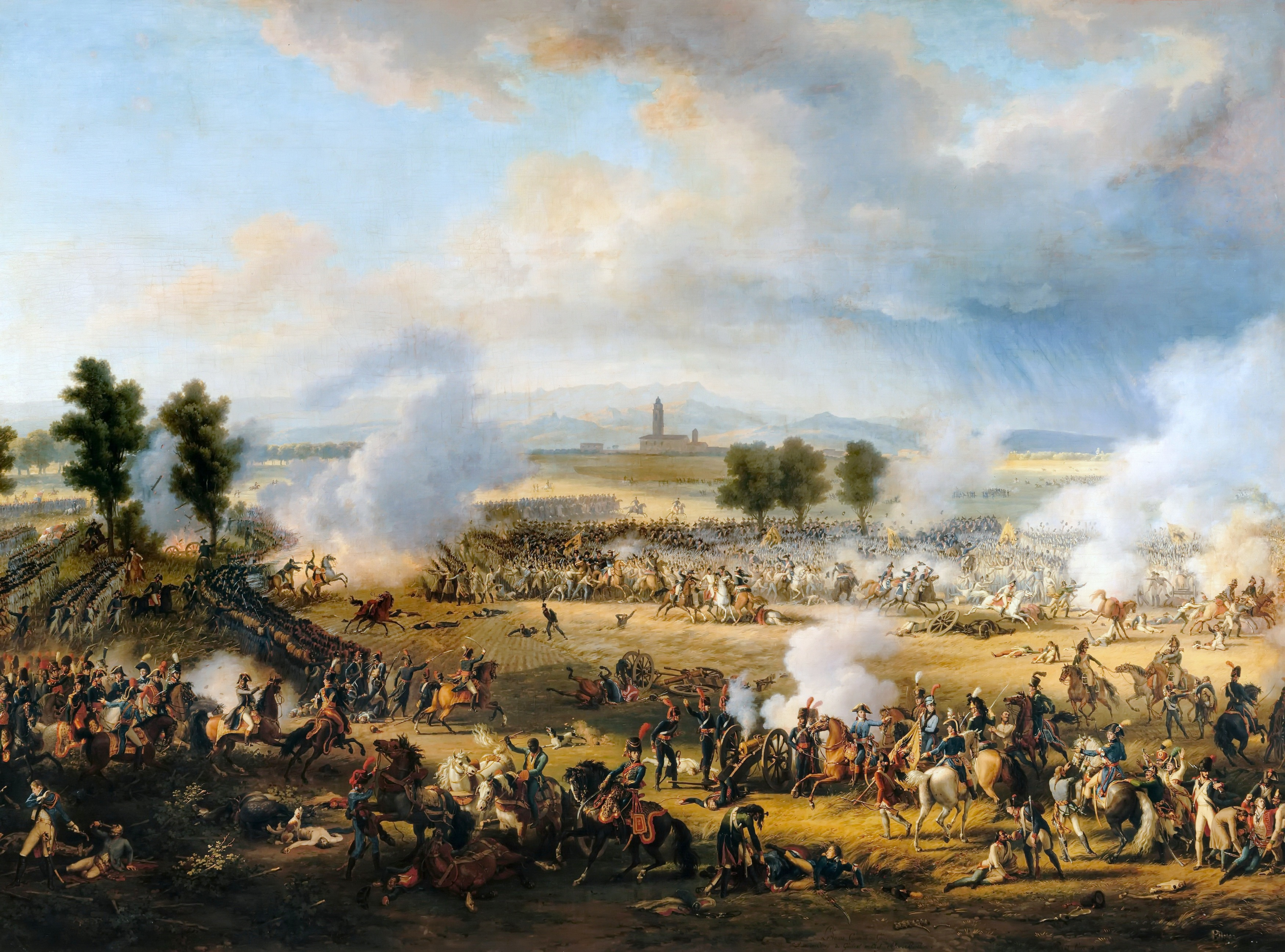
マレンゴの戦い

翌年、彼はイタリアでナポレオンに対してヨハン・ボーリューと共に仕えたが、フォン・レイシー伯爵が制定し、他のオーストリアの将軍が模倣した優柔不断な「非常線」システムを嫌っていた。
彼の個人的な勇気は際立っており、フルーリュスの戦い (1794年) で、彼はシャルルロワの運命を発見するためにフランスの戦線を通じて騎兵隊を率い、1796年のヴァレッジョ・スル・ミンチョで数人の軽騎兵と共にボーリューを敵から救った。
少佐に昇進した彼は、ダゴベルト・ワームザーのマントヴァ包囲戦に参加し、遂には要塞を陥落させた。
中佐および大佐として、彼はトレッビアとノヴィの戦い (1799年) で勇気と能力を見せた。
マレンゴの戦いではメラスの参謀大佐として「科学者」アントン・フォン・ザックによって提案された計画に修正をもたらすため、前夜に尽力した後、彼は5発の弾丸に見舞われた。

1801年、マリア・テレジア騎士団の騎士となった。

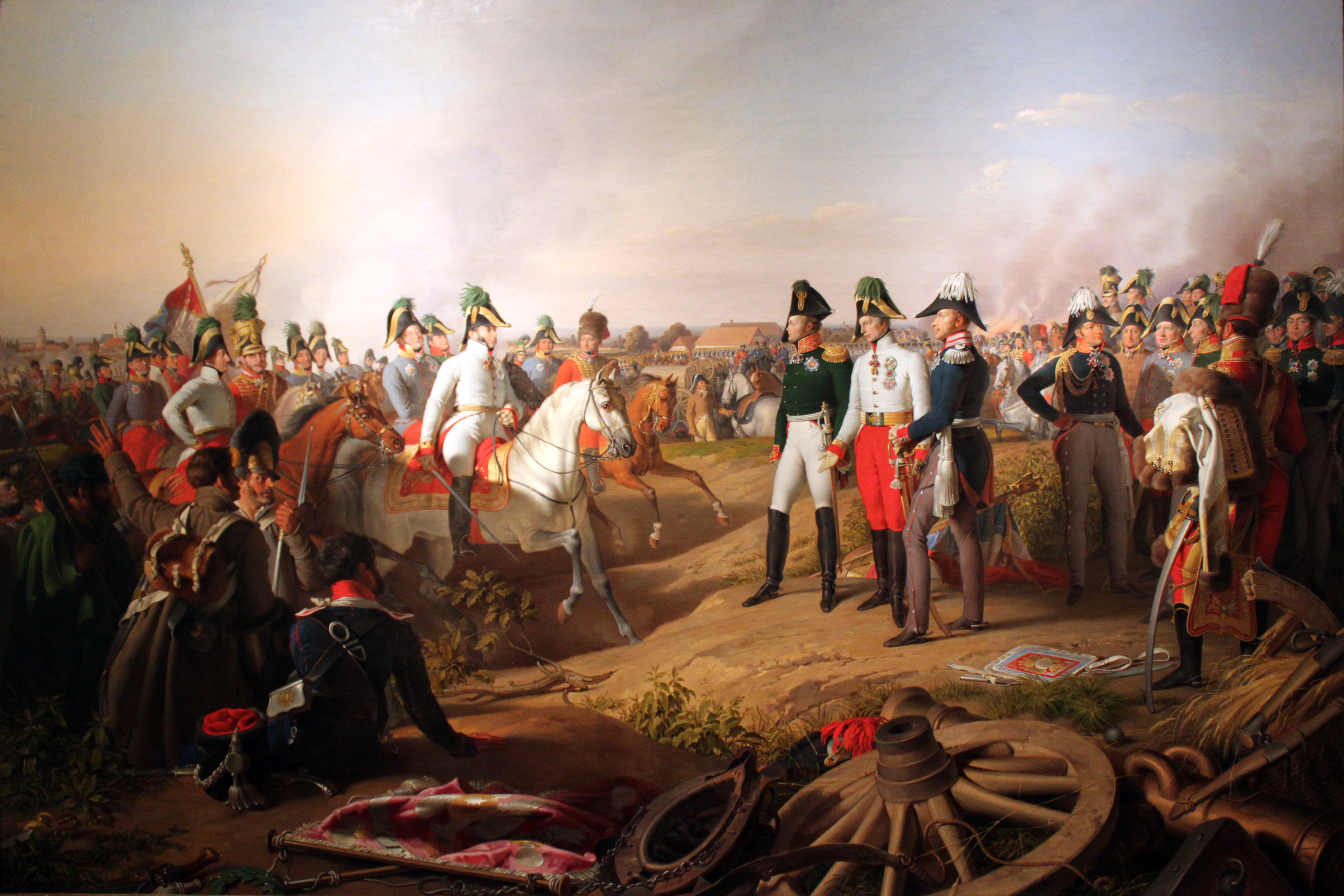
ライプツィヒの戦い

## イタリア独立運動

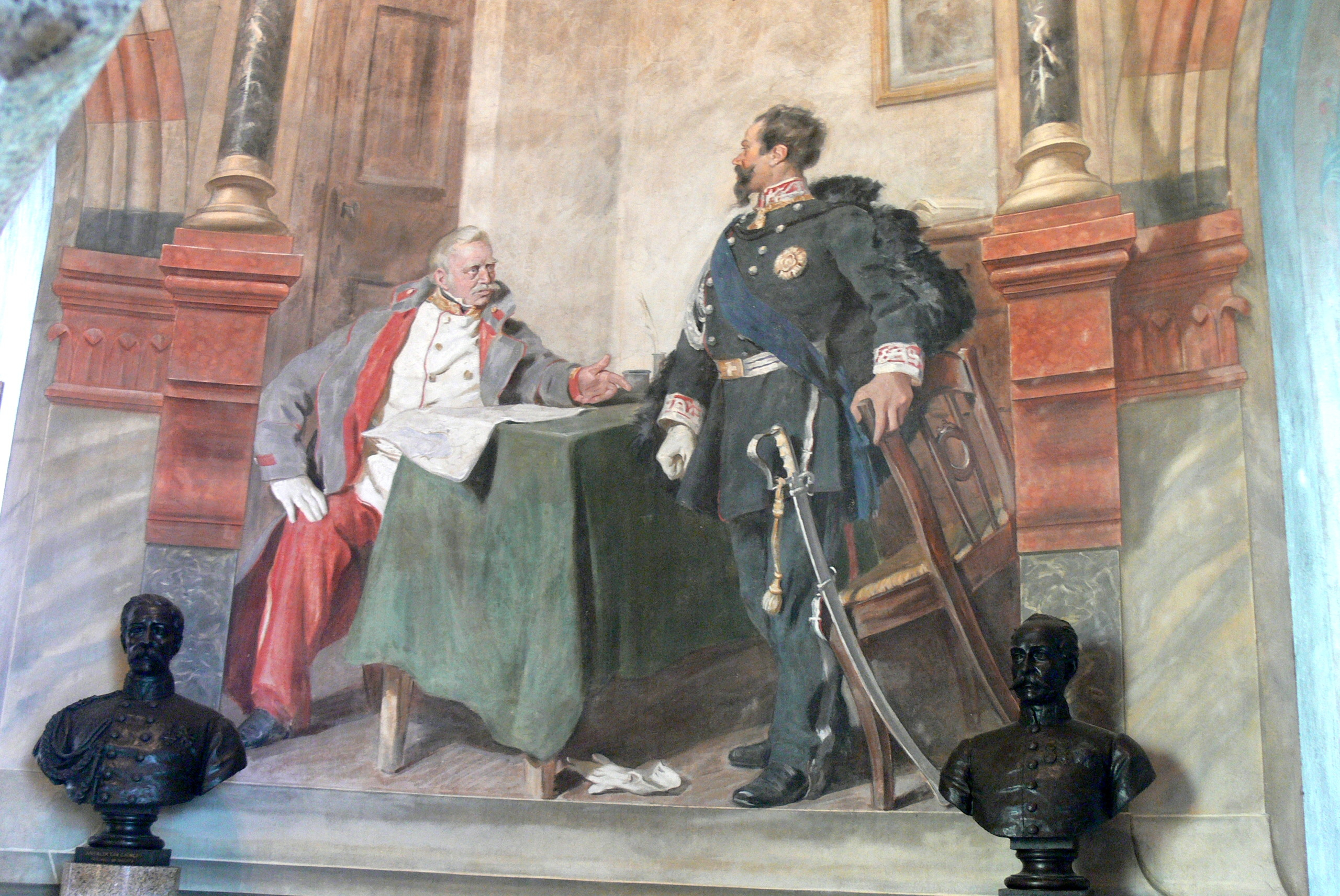
1849 年 3 月 24 日、ラデツキーとサルデーニャの新しい王ヴィクトル エマヌエル 2 世との会談を示すフレスコ画

その後の平和な数年の間に、彼は公の場から姿を消した。 彼は参謀総長としての任務を再開したが、軍隊を改革するという彼の熱烈な考えは、全般的な戦争の倦怠感と「完全に一人になりたい」という願望に直面して、何の役にも立たなかった。
彼の熱意は敵の数を増やし、1829年に皇帝選抜兵隊長中尉として 20年を過ごした後、彼を退役者名簿に載せることが提案された。皇帝はそこまでする気がなく、彼を騎兵隊の将軍に昇進させ、要塞の総督にすることで彼を解雇した。しかしその後すぐ、ヨーロッパの王政復古の落ち着きは新たな動乱によって揺さぶられ、ラデツキーは再び戦争の場に引き戻された。彼は教皇領の反乱軍に対する作戦にヨハン・フリモントの下で参加し、1834年にイタリアでオーストリア軍の最高司令官としてその将軍を引き継いだ。
1836年、ラデツキーは陸軍元帥に昇進した。彼は当時70歳だったが、彼が指揮した軍隊の訓練と規律において、まだ若い頃の活力と熱意を示していた。しかしそこでも彼は時代を先取りしており、政府は彼の提案と警告を無視しただけでなく、保有する精鋭の軍隊が即座に出陣できる様にするための資金を拒否した。この様に1848年のイタリアでの出来事は、老元帥に歴史上偉大な指揮官の一人としての地位を与えたが、当初、彼は準備ができていなかったのではなく、カルロ・アルベルトの軍隊やミラノや他の場所での反乱軍との戦いで深刻な障害を負っていた事が分かった。クアドリラーテロまで後退し、敵を次々と撃退することで、増援が到着する迄の時間を稼ぐことができ、それ以降、1849年3月23日のノヴァーラの戦いでの最後の勝利まで彼と彼の軍隊は連戦連勝で進んだ。彼はまた、1848年5月から1849年8月迄の 1 年間に渡る反乱都市の包囲の後、ヴェネツィアを再征服したオーストリア軍を指揮した。1848年には金羊毛騎士団の騎士になった。

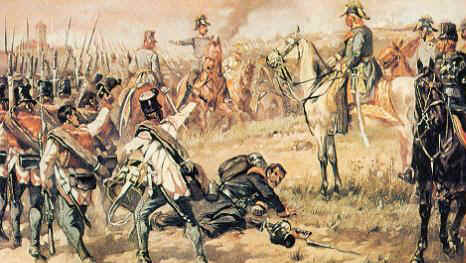
ノバラの戦いでのラデツキー

より高い階級の将校に対する彼の規律ある義務感は、長い平和の時代にますます強くなり、1848年の混乱の中で軍隊を忠実に保ち続けた後、彼はヴァレンシュタインの役割を演じようとさえしなかった。ウェリントンの「国家への家族顧問」の役割。愛国者として、彼は統一されたドイツを少し夢見ていたが、最後まで皇帝の軍隊の1つの司令官に過ぎなかった。
イタリアでの大勝利の後、彼は1848年から1857年迄ロンバルド＝ヴェネト王国の副王に任命されたが、ハプスブルク王家の血を引いていない唯一の人物だった。
ロンバルド＝ヴェネト王国での弾圧は厳しかった。オーストリア人は免責され、イタリアの残りの追放された愛国者から殆ど非難されずに行動することができ、彼らの行動を「盗賊の鎮圧」として覆い隠し、国際的な反響を呼ぶ危険性は殆どなかった。1848年からラデツキーは刑罰の一形態として公開むち打ち刑を導入し、共謀者には死刑を、革命運動を非難しなかった場合には終身刑を科した。 ベルフィオーレの殉教者、ルイージ・ドッテージオとアマトーレ・シェーザは、政治運動のために処刑された多くの人々の中に居た。
反乱の防止には効果的だったが、これらの残忍な行為は、オーストリアとイタリア国民の間の全ての再和平政策の失敗を示していた。 1848年はイタリア人とオーストリア政府の間に深い溝を掘り、1859年の出来事が示すように、イタリアにおけるオーストリアと属国の支配を維持したのはオーストリア軍の力だけだった。ラデツキーの仕事丸々が分解する1年前に彼が亡くなったのは幸運な部分だった。

## 晩年とその死
ラデッツのヨーゼフ・ヴェンツェル・グラーフ・ラデツキーは、1858年1月5日にミラノで肺炎で死亡した。 皇帝は彼がカプチン地下室（ウィーンの帝国地下室）に埋葬されることを望んでいた。
しかしラデツキーは彼の地上の遺骨と彼を埋葬する権利を、数十年前に彼の借金を清算してくれていた軍用品商人であり土地所有者のジョセフ・ゴットフリート・パルグフリーダーに遺言で譲っていた。
1858年1月19日、ラデツキーはニーダーエスターライヒ州のヘルデンベルク記念館に埋葬された。ラデツキーは、陸軍元帥マクシミリアン・フォン・ヴィンプフェンとパルクフリーダー自身と共に、パンテオンの中央部にある記念碑的なオベリスクの下の地下室に埋葬された。

## 死後の評価
軍事史において、ラデツキーは優秀な陸軍元帥として高く評価されているが、社会史家は、オーストリアとイタリア国民との間の困難な関係において、ラデツキーの総督としての冷酷な役割を後戻りできないと考えている。 ラデツキーは、第三次イタリア独立戦争でイタリアと戦ったスクリューフリゲート艦・SMSラデツキーや、ラデツキー級前弩級戦艦の首艦であるSMSラデツキーなど、幾つかのオーストリアおよびオーストリア＝ハンガリー帝国海軍の軍艦の名前の由来となった。

## 大衆文化への影響

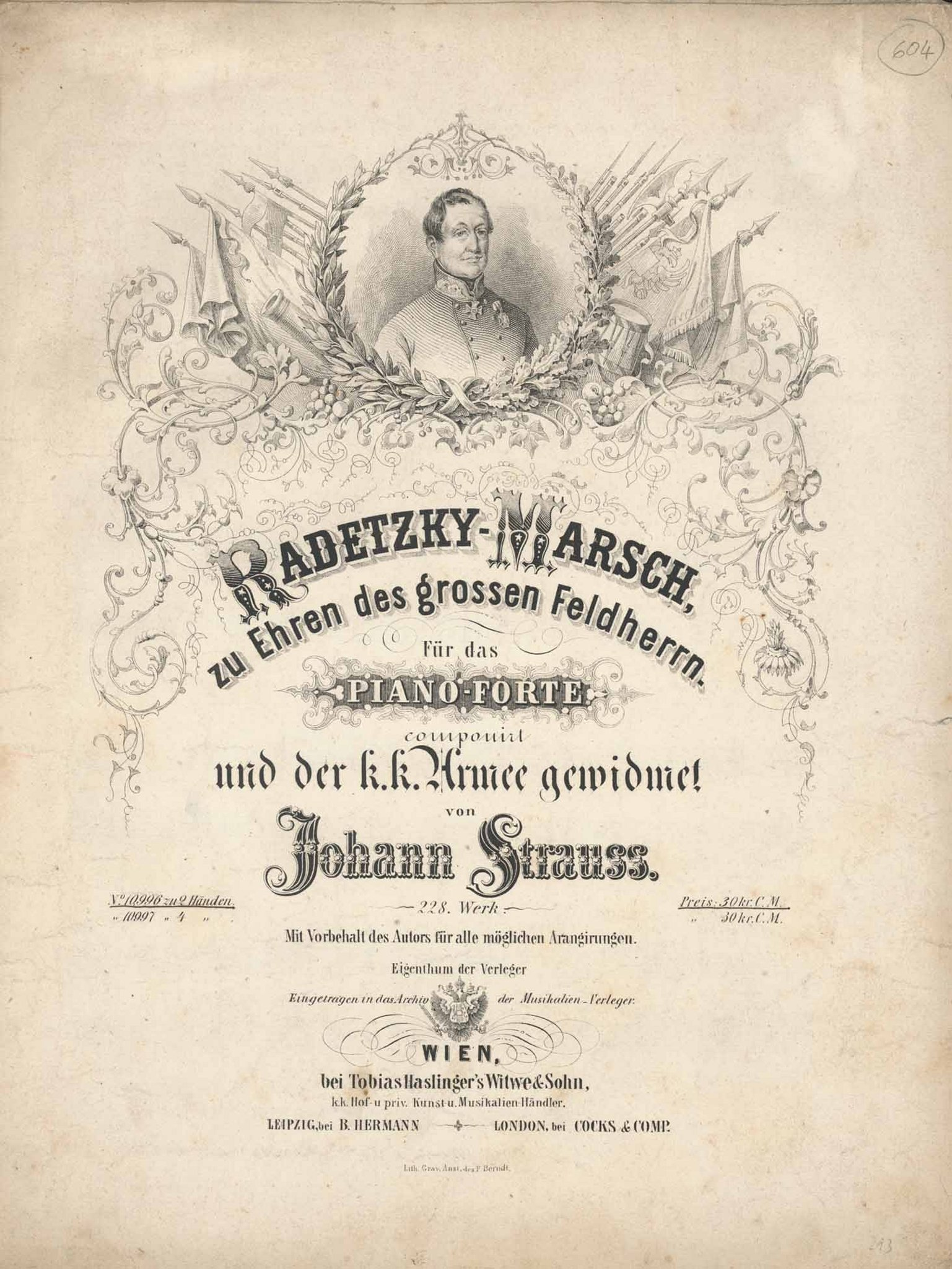
ラデツキー行進曲の楽譜

ヨハン・シュトラウス1世(ワルツの父)のラデツキー行進曲は、クストーツァの戦いでのラデツキーの勝利を記念して製作された。この曲は世界中で長年愛され続けており、ウィーンフィルハーモニー管弦楽団のニューイヤーコンサートのお約束の曲にもなっている。
| ラデツキー行進曲（米国海兵隊演奏） 2:34                                         |
| この音声や映像がうまく視聴できない場合は、Help:音声・動画の再生をご覧ください。 |